# 興華邨巴士總站
興華邨巴士總站位於香港東區柴灣興華邨通路近興華（二）邨樂興樓，為一個露天坑狀巴士總站，現時有3條巴士路線以此為總站。

## 總站路線資料

### 城巴81線
- 興華邨 ↔ 勵德邨

於1976年9月12日投入服務，途經峰華邨、康翠臺、山翠苑、筲箕灣、西灣河、太古城、鰂魚涌、北角、炮台山及天后，為港島北岸流水線之一。

### 城巴81A線
- 興華邨 ↔ 勵德邨

於1983年9月5日投入服務，途經峰華邨、山翠苑、筲箕灣、西灣河、太古城、鰂魚涌、北角、炮台山及寶馬山，只於上課日繁忙時間提供服務。

### 城巴780P線
- 興華邨 → 中環碼頭

於2004年5月31日投入服務，取代原有的新巴781線，途經峰華邨、康翠臺、山翠苑、東區走廊、銅鑼灣、灣仔、金鐘、中環及上環，只於平日上午繁忙時間提供服務，為城巴780線的特別班次。

## 外部連結
- 興華邨巴士總站 （页面存档备份，存于），城巴